# Tom et Jerry à la pêche
Pour plus de détails, voir Fiche technique et Distribution.
Tom et Jerry à la pêche (Cat Fishin') est le 27e court métrage d'animation de la série américaine Tom et Jerry réalisé par William Hanna et Joseph Barbera et sorti le 22 février 1947 aux États-Unis.